# صياد السمك رمادي الرأس

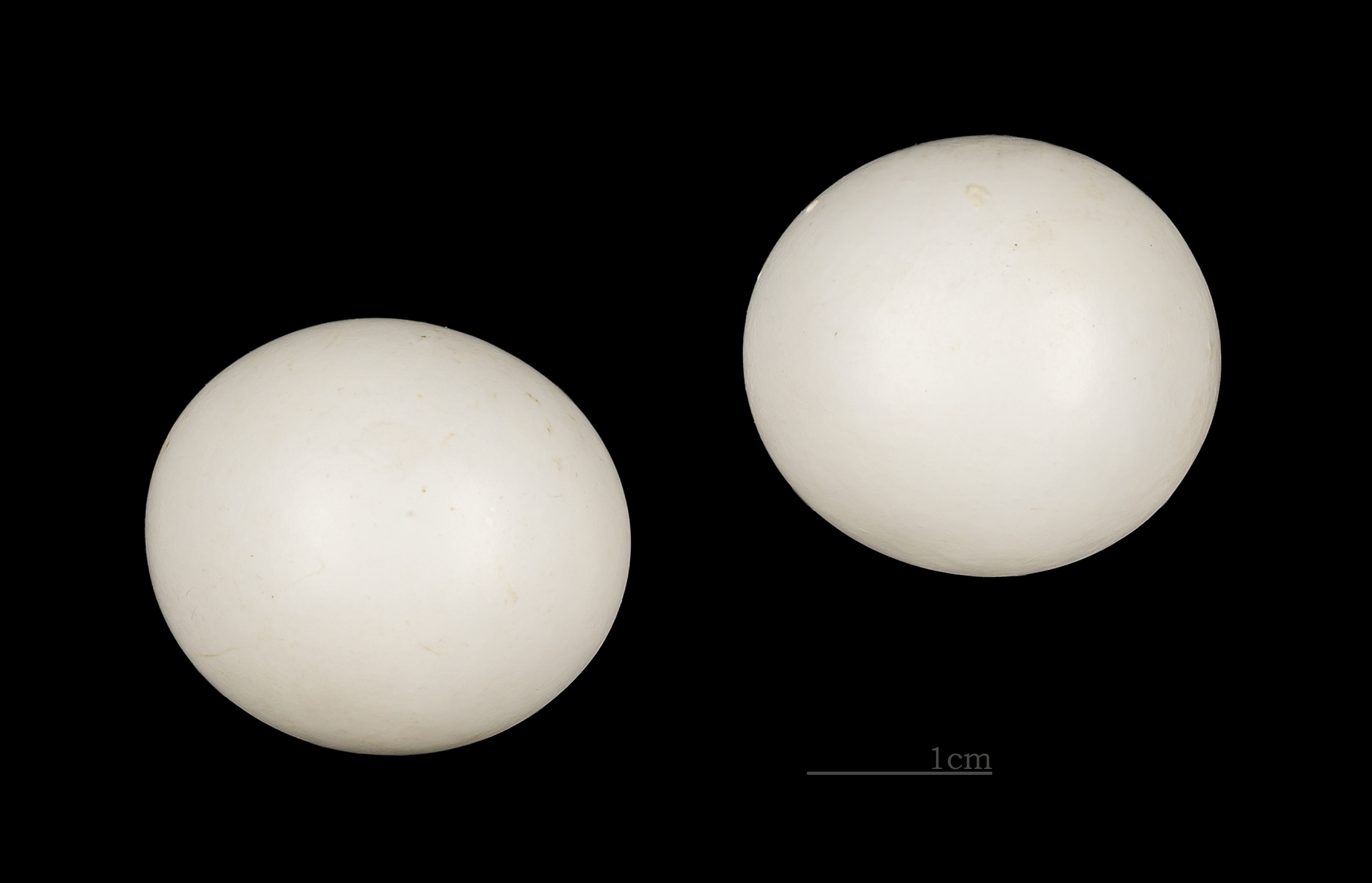
Halcyon leucocephala

قاوند رمادي الرأس (الاسم العلمي: Halcyon leucocephala) (بالإنجليزية: Grey-headed Kingfisher)‏ هو طائر ينتمي إلى رفراف الشجر (فصيلة: Halcyonidae).